# Dürrenhorn
De Dürrenhorn, ookwel Dirruhorn, is een bergtop in de Mischabelgroep, een bergmassief in het kanton Wallis in Zwitserland, met een hoogte van 4035 meter. Samen met de Chli Dirruhorn, of ook kleine Dürrenhorn, vormt de Dürrenhorn het einde van de bekende Nadelgrat. De berg wordt vaak in kombinatie met andere bergen in de omgeving beklommen.